# Castello di Gallinella
Il castello di Gallinella era un maniero medievale, i cui resti sorgono nei pressi del torrente Ghiara, in località Contignaco, frazione di Salsomaggiore Terme in provincia di Parma.

## Storia
La fortezza fu edificata nella prima metà dell'XI secolo dal fondatore di Contignaco, il marchese Adalberto I degli Obertenghi, capostipite della casata obertenga-adalbertina del ramo dei Pallavicino, unitamente al castello di Contignaco, posto sul versante opposto della vallata, a difesa delle vicine saline di Salsomaggiore.
Nel 1310 i Lupi, espulsi da Parma da Giberto III da Correggio, espugnarono il castello e ne mantennero il possesso fino al 1374, quando se ne riappropriò Francesco Pallavicino; alla sua morte nel 1388 il maniero tornò nuovamente a Bonifacio Lupi, che lo lasciò in eredità a Maffeo di Franceschino Petroni dell'attigua Corticelle.
Nel 1421 il feudo fu assegnato a Rolando il Magnifico. Tuttavia nel 1427 le truppe della famiglia Sommi di Cremona attaccarono improvvisamente il castello, espugnandolo in seguito a un durissimo scontro, noto come "strage di Gallinella"; nel 1432 il duca di Milano Filippo Maria Visconti confiscò a Giovanni Sommi il maniero, che restituì al Pallavicino.
Nel 1441 Niccolò Piccinino attaccò su più fronti lo Stato Pallavicino, costringendo Rolando il Magnifico alla fuga; tutte le sue terre furono incamerate dal Visconti, che nel 1442 investì il condottiero del feudo di Gallinella e di numerosi altri. Nel 1448 Rolando attaccò il maniero ereditato da Francesco Piccinino e se ne rimpossessò; alla sua morte nel 1457 il feudo fu ereditato dal figlio Niccolò.
Nel 1599 il marchese Rolando Pallavicino fu accusato di soprusi e angherie dal duca di Parma Ranuccio I Farnese, che lo fece arrestare insieme alla figlia e ad altre sette persone dal capitano Massimiliano Scuttelari; il castello fu confiscato dalla Camera ducale, che nel 1630 lo alienò al marchese Alessandro Paveri Fontana per 7554 ducatoni.
Nel 1654 il maniero fu assegnato al marchese Alessandro Pallavicino, che tuttavia fu assassinato per motivi economici dall'arciprete della pieve di Contignaco; il feudo tornò quindi alla Camera ducale di Parma.
Nel 1718 il duca Francesco Farnese alienò il castello di Gallinella ai marchesi Santi, che lo mantennero per alcuni decenni; in seguito il feudo fu assegnato al podestà Bernardino Romagnosi, padre del giurista Gian Domenico. Verso la fine del XVIII secolo il maniero passò al conte Cesare Ventura, primo ministro del duca Ferdinando I di Parma; alla sua morte l'antica fortezza, ormai in rovina, passò al figlio Giovan Battista, che ne mantenne il possesso anche in seguito all'abolizione dei diritti feudali sancita da Napoleone nel 1805.
In seguito alla scomparsa del conte nel 1826, il castello, disabitato e degradato, fu in parte demolito per ricavarne materiale edilizio; anche l'annessa cappella dedicata ai santi Fabiano e Sebastiano, chiusa dal 1744, subì la stessa sorte.
Nel 1973 furono quasi completamente distrutte anche le rovine del castello, per l'escavazione di una cava.

## Descrizione
Oggi del castello rimangono pochi ruderi sparsi all'interno della fitta boscaglia, in posizione collinare.
Si conservano alcuni muri in pietra, soffocati dalla vegetazione, e l'antica cisterna per la raccolta dell'acqua.